# René Lizárraga
René Lizárraga Valenzuela (21 de marzo de 1993) es un deportista mexicano que compite en taekwondo.
Ganó una medalla en el Campeonato Mundial de Taekwondo de 2013 y cuatro medallas en el Campeonato Panamericano de Taekwondo entre los años 2014 y 2022. En los Juegos Panamericanos de Toronto 2015 obtuvo una medalla de bronce.

## Palmarés internacional
| Campeonato Mundial      | Campeonato Mundial           | Campeonato Mundial | Campeonato Mundial |
| Año                     | Lugar                        | Medalla            | Categoría          |
| ----------------------- | ---------------------------- | ------------------ | ------------------ |
| 2013                    | Puebla (México)              | Medalla de plata   | –80 kg             |
| Juegos Panamericanos    |                              |                    |                    |
| Año                     | Lugar                        | Medalla            | Categoría          |
| 2015                    | Toronto (Canadá)             | Medalla de bronce  | –80 kg             |
| Campeonato Panamericano |                              |                    |                    |
| Año                     | Lugar                        | Medalla            | Categoría          |
| 2014                    | Aguascalientes (México)      | Medalla de oro     | –80 kg             |
| 2016                    | Querétaro (México)           | Medalla de plata   | –80 kg             |
| 2021                    | Cancún (México)              | Medalla de oro     | –74 kg             |
| 2022                    | Punta Cana (Rep. Dominicana) | Medalla de plata   | –74 kg             |